# 吳道直
吳道直（1520年—1577年），字敬甫，號太恒，直隸真定府定州人，民籍，明朝政治人物。

## 生平
嘉靖二十八年（1549年）己酉科順天府鄉試第六十八名舉人。嘉靖三十二年（1553年）中式癸丑科會試第三百三十一名，三甲第一百二十六名進士。兵部观政，授行人，升行人司副、工部员外郎、郎中，出知宁波府。
隆慶元年（1567年）四月升山东按察司副使，调江西副使，四年四月升河南左参政，五年正月升本省按察使，十月升右布政使，六年九月升左布政使，万历元年（1573年）九月升太仆寺卿，十月升都察院右副都御史、巡抚河南地方，二年闰十二月升兵部右侍郎，三年六月升本部左侍郎，四年正月兼右佥都御史、阅视延宁甘固，武库司主事张鸣鹤輔佐。万历五年巡边回京后病卒。

## 家族
曾祖吳瑛；祖父吳洪；父吳森，知縣。母董氏。慈侍下。兄道公、道正、道平。弟道明、道中。兄道公、道正（生员）、道平（生员）、弟道明、道中。